# Hoche (cuirassé)
Pour les articles homonymes, voir Hoche.
Le Hoche était un cuirassé à barbette de la Marine nationale française. Il fut construit à l'arsenal de Lorient

Il porte le nom de Lazare Hoche (1768-1797), jeune général français de la Révolution.

## Historique

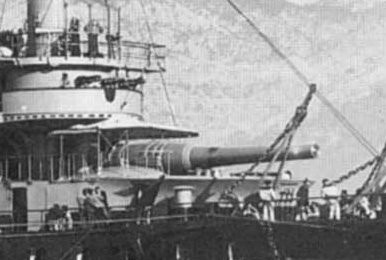
Canon de 340 mm

Construit comme la troisième unité de la classe Amiral Baudin, le dessin de ce cuirassé d'escadre a été modifié et peut être considéré comme un navire unique.
Il fut équipé, en armement principal, du nouveau canon de 340 mm/28 (modèle 1881) comme la classe Marceau qui a suivi, à la place du classique canon de 370 mm/28 (Modèle 1875).
En 1892, au large de Marseille, le Hoche est entré en collision avec le paquebot Maréchal Canrobert qui coula avec une perte de 5 passagers sur les 112 présents à bord.
En octobre 1896, le Hoche participe à la revue navale dans la rade de Cherbourg, en l'honneur du couple impérial russe .
Le 2 décembre 1913, servant de cible, il fut coulé par le cuirassé Jauréguiberry et le croiseur cuirassé Pothuau de la marine française.

## Personnalités ayant servi sur le navire
- Georges Henri Marie Nicolas André (1865-1915)